# Ardarico
Ardarico (... – attorno al 460) è stato un re germanico fu il più famoso capo dei Gepidi.

## Storia
Fu uno dei più fedeli alleati di Attila, che lo "prediligeva a tutti gli altri capi". Fu "famoso per la sua lealtà e saggezza". Egli ebbe un ruolo nel complotto per uccidere il fratello di Attila, Bleda.
Dopo la morte di Attila, Ardarico guidò la ribellione nei confronti dei figli di Attila sconfiggendoli nella battaglia del fiume Nedao, mettendo fine alla supremazia degli Unni in Europa orientale.
Secondo gli scritti di Giordane:
(Giordane, Getica)